# 巴爾欣奇 (印第安納州)
巴爾欣奇（英語：Balhinch）是位於美國印地安納州蒙哥馬利縣的一個非建制地區。該地的面積和人口皆未知。